# 나라엠앤디
나라엠앤디(영어: Naramnd Co. Ltd.)는 대한민국의 금형 제조 기업이다. 본사는 경상남도 창원시 성산구 공단로 675 (성주동 50-1)에 위치해 있으며 대표이사는 김영조, 김정훈이다. LG화학에 전기자동차용 배터리팩과 관련 부품을 공급한다.

## 역사
1999년 LG전자 생산기술센터 금형공장을 분사하여 설립되었다. 2001년 6월 8일 코스닥 시장에 상장되었다

## 계열사
- 나라엠텍(주), 나라플라테크(주)

## 참고문헌
1. ↑  박안나, 나라엠앤디 주가 뛰어, LG화학 배터리 분할의 수혜 기대받아, 비지니스포스트, 2020년 9월 17일
2. ↑  김한나, 한국IR협의회 기업리서치센터 기술분석보고서-나라엠앤디, 2023년 11월 9일